# Classe Foca (Portugal)
Pour les articles homonymes, voir Classe Foca.
La classe Foca était une classe de trois sous-marins d'attaque fabriqués en Italie pour la marine portugaise à la fin des années 1910.

## Navires de la classe[1]
| Indicatif visuel | Nom      | Chantier naval | Quille | Lancement        | Mise en service | Destin                                |
| ---------------- | -------- | -------------- | ------ | ---------------- | --------------- | ------------------------------------- |
| F                | Foca     | La Spezia      | 1915   | 18 avril 1917    |                 | Radié de la liste des navires en 1935 |
| G                | Golfinho | La Spezia      | 1915   | 1917             |                 | Radié de la liste des navires en 1934 |
| H                | Hidra    | La Spezia      | 1915   | 9 septembre 1917 |                 | Radié de la liste des navires en 1935 |